# Buguruslan
Buguruslan (in russo Бугурусла́н?) è una città di circa 52.000 abitanti dell'oblast' di Orenburg, nella Russia europea sudorientale. È il capoluogo del rajon Buguruslanskij, pur essendone amministrativamente autonoma.